# Ole Elgström
Ole Ossian Elgström (* 10. Oktober 1950 in Borås) ist ein schwedischer Politikwissenschaftler und Professor an der Universität Lund.
Elgström erlangte seinen Ph. D. 1982 und forscht seitdem vor allem auf dem Gebiet der Internationalen Verhandlungen mit Fokus auf der Rolle Schwedens sowie der Europäischen Union als Akteur in der internationalen Arena.

## Veröffentlichungen (Auswahl)
- Aktiv utrikespolitik: en jämförelse mellan svensk och dansk parlamentarisk utrikesdebatt 1962–1978. Dissertation, Lund 1982.
- Foreign aid negotiations: the Swedish-Tanzanian aid dialogue. Aldershot 1992.
- The European Union's roles in international politics: concepts and analysis (Hrsg.), London 2006.